# أشلي كلارك
أشلي كلارك (بالإنجليزية: Ashley Clarke)‏ هو دبلوماسي وسياسي بريطاني (وحمل سابقاً جنسية المملكة المتحدة لبريطانيا العظمى وأيرلندا)، ولد في 26 يونيو 1903 في المملكة المتحدة، وتوفي في 20 يناير 1994. انتخب سفير المملكة المتحدة لدى إيطاليا (1953 – 1962) وانتخب Governor of the BBC ‏.

## روابط خارجية
- أشلي كلارك على موقع مونزينجر (الألمانية)